# ناندو غازولو
ناندو غازولو (بالإيطالية: Nando Gazzolo)‏ (مواليد 16 أكتوبر 1928 في سافونا - 16 نوفمبر 2015 في روما، إيطاليا)، هو ممثل إيطالي بدأ مسيرته الفنية عام 1951.

## وصلات خارجية
- ناندو غازولو على موقع IMDb (الإنجليزية)
- ناندو غازولو على موقع ميوزك برينز (الإنجليزية)
- ناندو غازولو على موقع أول موفي (الإنجليزية)
- ناندو غازولو على موقع قاعدة بيانات الأفلام السويدية (السويدية)
- ناندو غازولو على موقع ديسكوغز (الإنجليزية)
- ناندو غازولو على موقع قاعدة بيانات الفيلم (الإنجليزية)
- ناندو غازولو على موقع كينوبويسك (الروسية)